# Angelo Bacchetta
Angelo Bacchetta (Crema, 12 marzo 1841 – Crema, 12 novembre 1920) è stato un pittore italiano.

## Biografia e produzione artistica
Si formò sotto la guida di Francesco Hayez all'Accademia di Brera, dove ottenne numerosi riconoscimenti e dove fu compagno di studi ed amico di Filippo Carcano; tuttavia abbandonò l'Accademia per motivi probabilmente sia caratteriali che economici. In alcuni soggiorni a Firenze (1866-1868) entrò in contatto con le recenti proposte pittoriche dei macchiaioli.
Nel 1867 espose La morte del Duca Alessandro all'Esposizione Universale di Parigi, venendo premiato con una medaglia d'oro.
Dopo la morte di Vittorio Emanuele II eseguì un album in cui raccolse e decorò epigrafi di tutte le città d'Italia, per poi donarlo nel 1882 al nuovo re Umberto I, il quale lo insignì del titolo di Cavaliere dell'Ordine della Corona d'Italia e gli commissionò un dipinto (La battaglia di Dogali). Nel 1885 fu in Portogallo, dove in seguito ad alcuni lavori particolarmente apprezzati fu insignito dal Governo del titolo di Cavaliere dell'Ordine del Cristo. Di nuovo in Portogallo l'anno successivo, eseguì dipinti per la famiglia reale e per il Presidente del Consiglio dei Ministri José Luciano de Castro. Tornato a Crema, non si mosse più dalla città natale, allestendo l'unica sua esposizione personale nel 1910.

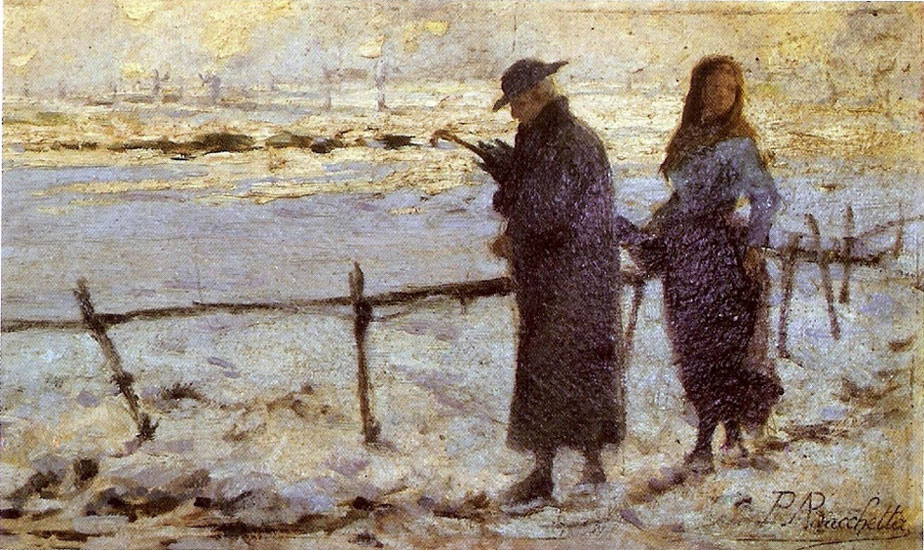
Paesaggio invernale con figure, esposto al Museo civico di Crema e del Cremasco.

Nel Cremasco eseguì lavori in alcune parrocchiali, nel cimitero maggiore e nel Santuario di Santa Maria della Croce. A Crema diventò, insieme a Eugenio Giuseppe Conti, il maggior ritrattista per le famiglie aristocratiche e borghesi cittadine, seguendo quel particolare filone introdotto in città da Pietro Racchetti nella prima metà del secolo.
Molti suoi lavori sono conservati presso il Museo civico di Crema e del Cremasco.
Angelo Bacchetta fu capostipite di una famiglia di pittori cremaschi: suo figlio Azeglio (1870-1907) e i nipoti Tullio (1892-1974) e Ugo (1930-2005). Sua sorella Teresa sposò Luigi Manini e suo figlio Azeglio sposò a sua volta la cugina Ebe, figlia dello stesso Manini.